# Carl Olof Jansson
Carl Olof Jansson, född 17 maj 1890 i Korsberga, Västergötland, död 23 mars 1978 i Wahoo, Saunders County, Nebraska, USA, var en svensk-amerikan som överlevde förlisningen av atlantångaren RMS Titanic 1912.
Jansson arbetade som snickare i Örebro och var aktiv socialist. Som 21-åring tog han beslutet att emigrera till USA för att slippa värnplikten, och köpte nödvändiga handlingar för detta i Köpenhamn. Han reste sedan från Esbjerg till Storbritannien, och blev bekant med två andra unga män från Sverige i färd med samma resa, Gunnar Tenglin och August Wennerström. De fick sedermera reda på att resan över Atlanten skulle ske med den splitternya jätteångaren Titanic.

## Ombord på Titanic
Jansson mindes den hårdföra behandlningen vid läkarundersökningen i Southampton dagen vid Titanics avgång, där alla ställdes upp på rad och skulle bevisa att de var vaccinerade, något han själv kunde göra utan problem. Jansson beskrev Titanic som "en liten stad" där det inte var lätt att hitta, och med all världens bekvämligheter. Han liknade livet ombord med en "socialistisk utopi". De tre männen reste som majoriteten av passagerarna i tredje klass.
Sent på kvällen den 14 april 1912 väcktes Jansson och hans reskamrater av ett kraftigt oljud och vibrationer. Han rusade upp på däck utan att ha tagit på sig skor, men kunde inte se något utöver det vanliga även om han fick talat om för sig att fartyget gått på ett isberg. Han gick ner till sin hytt igen för att samla på sig några personliga tillhörigheter, men sedan han tagit sin rock och klocka började vatten med stor kraft strömma in i hytten. Han tog sig snabbt upp på däck där han återförenades med sina skräckslagna reskamrater. Flera skandinaviska passagerare fick plats i livbåtarna 13 och 15 däribland Tenglin, men Jansson blev tillsammans med Wennerström kvar ombord. Han beskrev hur han motades bort från livbåtarna av en revolverförsedd man. Till slut, ungefär samtidigt som Titanics första skorsten föll fick de båda hoppa från Titanic och de lyckades efter att först ha hållit fast vid olika vrakspillror och sedan "ett fullt slagsmål" utbrutit i vattnet ta sig upp på den halvt vattenfyllda hopfällbara livbåt A som besättningen aldrig hann sjösätta korrekt. Även Wennerström nådde fram till denna båt, där även norrmannen Olaus Abelseth räddat sig ombord efter liknande strapatser. Senare plockades de som fortfarande levde upp av femte styrman Harold Lowes livbåt 14 som kommit tillbaka för att söka överlevande. Jansson togs ombord på RMS Carpathia där han till skillnad från en del andra passagerare beskrev att de behandlades bra.
| ” | -När jag tänker på det hela förstår jag inte hur jag kunde bli räddad men min kallblodighet att kunna stöta ifrån mig dom andra, så att vi kunde hålla oss över vattnet gjorde mycket till. Det är hemskt men i ett sådant ögonblick är det endast frågan om sitt eget liv. | „ |

Jansson beskrev senare i en tidningsartikel hur han ska ha sett "överstyrmannen" begå självmord med en revolver under förlisningen. Om denna kontroversiella händelse vittnade även en handfull andra räddade, men exakt vem det var som skulle begått självmord kunde aldrig klargöras. Jansson sade vidare att han inte kunde förstå varför fler personer inte hade kunnat räddas.
Han bosatte sig senare i Wahoo, Saunders County i Nebraska, och tog efternamnet Johnson. Han stred för USA i första världskriget och gifte sig 1923. Han återvände aldrig till Sverige och lämnade sällan staden han bodde i. Han kom där att kallas "Titanic Carl", alternativt "Titanic-Johnson" och höll ibland föreläsningar om sina upplevelser.